# Surbo
Surbo är en ort och kommun i provinsen Lecce i regionen Apulien i Italien. Kommunen hade 15 115 invånare (2017).